# Herman Willemse

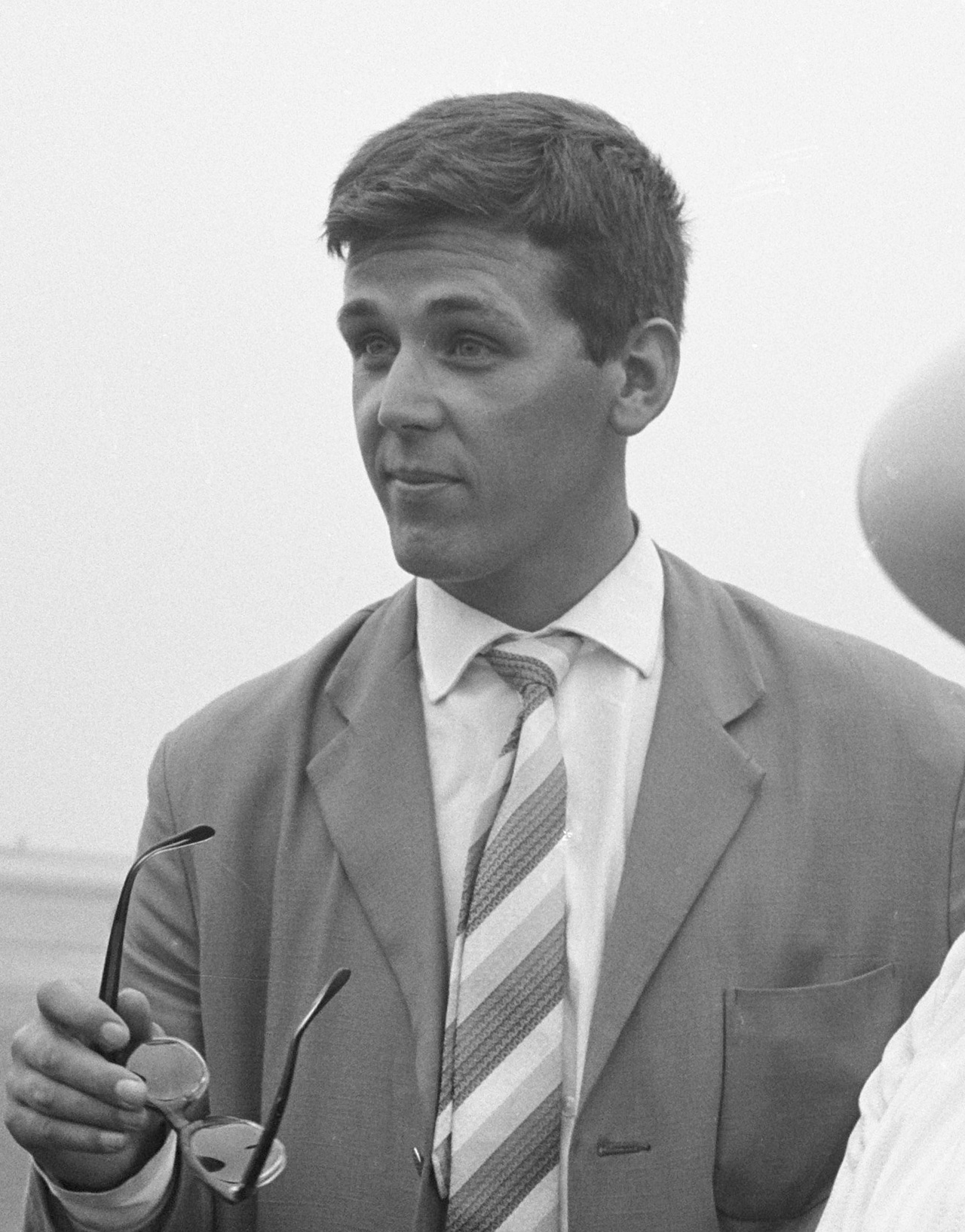
Herman Willemse

Herman Willemse (Schagen, 22 mei 1934 – Amsterdam, 7 juli 2021) was een Nederlands zwemmer. Hij had The Flying Dutchman als bijnaam.

## Biografie
Willemse begon zijn sportieve carrière als vrije slagzwemmer (kortebaan en langebaan). Hij behaalde dertien individuele nationale titels (waarvan zes keer op de 1.500 meter) en verbeterde tussen 1952 en 1958 negentien keer een Nederlandse record op de 100, 200, 400, 800 en 1500 meter vrije slag.
Vanaf 1958 richtte hij zich op het openwaterzwemmen. Als tweede Nederlander ooit stak hij in 1959, in 12 uur en 49 minuten, Het Kanaal over. In de jaren 60 domineerde hij wereldwijd de wedstrijden van het marathonzwemmen, en stond lang op plek twee van de ranglijst achter Abdellatief Abouheif. Hij was tussen 1960 en 1964 vrijwel onverslaanbaar bij onder meer wedstrijden in Mar del Plata (Argentinië) (28 miles), Suezkanaal (26 miles), Québec (10 miles), Chicoutimi (28 miles), Rio Parana (55 miles), Capri naar Napels (23 miles) en Het Kanaal. Willemse werd in 2008 toegevoegd aan de International Swimming Hall of Fame. Hij overleed in juli 2021.

## Resultaten
- vijf titels op de 25 mile Atlantic City Swim: 1960-1964
- drie titels op de 24 mile Lac St. Jean Swim: 1961-1963
- twee titels op de 15 mile Canadian National Exhibition: 1961-1962
- vier titels op de 10 mile Tois Riviere Swim: 1961-1963, 1965
- 38 mile Rio Coronda zwemwedstrijd: 1963 (1e), 1964 (3e), 1966 (3e)

- Nederlandse Thesaurus van Auteursnamen: 072876395
- Virtual International Authority File: 288341269
- WorldCat: E39PBJqKdhqPX4hqKBpRF8xYyd